# Emeryk Hutten-Czapski

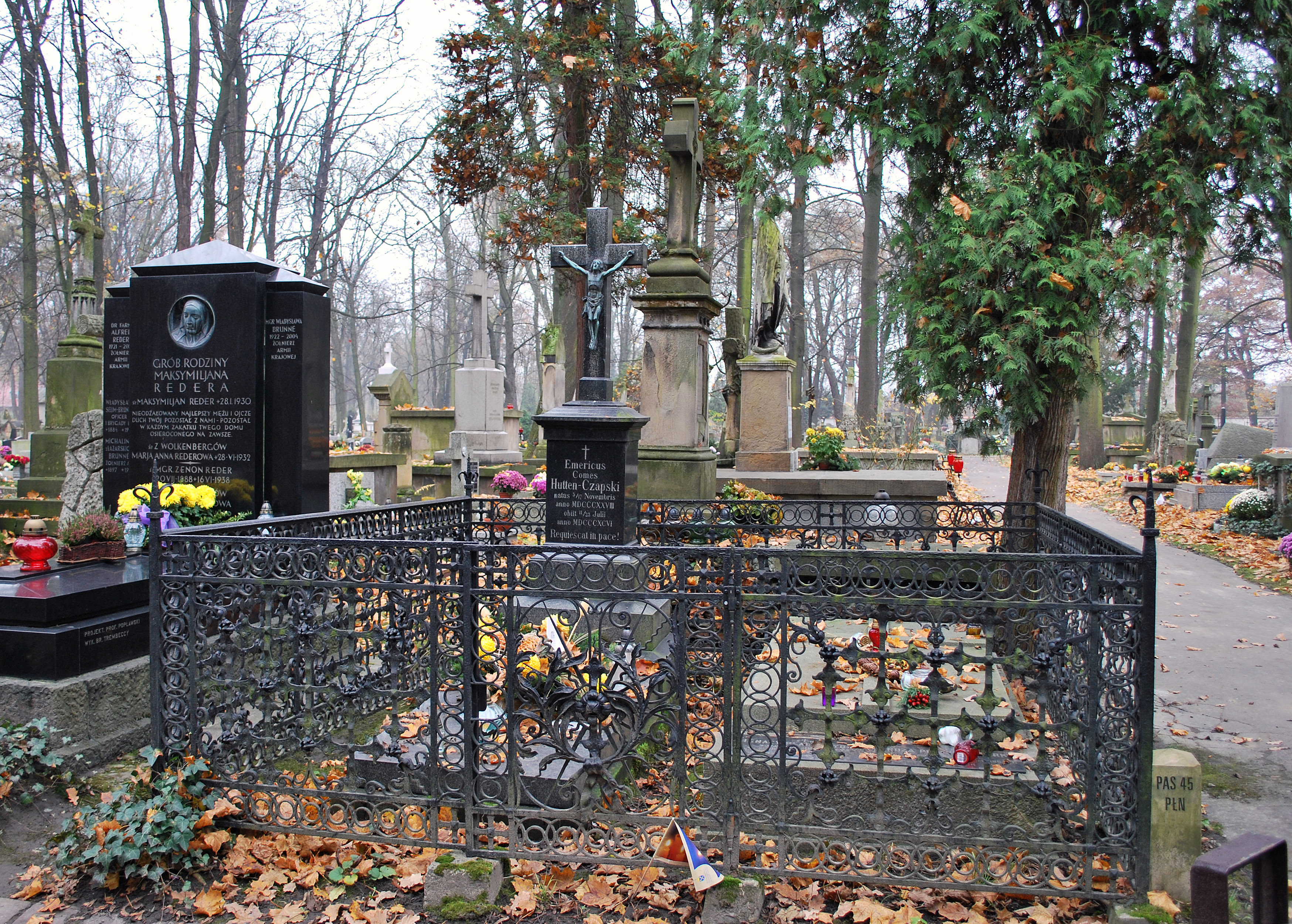
Grób Emeryka Hutten-Czapskiego na cmentarzu Rakowickim w Krakowie

Emeryk Zachariasz Mikołaj Seweryn Hutten-Czapski herbu Leliwa, hrabia (ur. 17 października 1828 w Stańkowie k. Mińska Litewskiego, zm. 23 lipca 1896 w Krakowie) – kolekcjoner, numizmatyk, uczony, członek honorowy Towarzystwa Muzeum Narodowego Polskiego w Rapperswilu od 1895 roku.

## Życiorys
Syn Karola Józefa Czapskiego, szambelana króla Polski Stanisława Augusta Poniatowskiego, i Fabianny Obuchowiczówny. Pochodził od Franciszka Stanisława Kostki Czapskiego, w czasach I Rzeczypospolitej ostatniego wojewody chełmińskiego, był potomkiem najzamożniejszej linii Czapskich, która odziedziczyła część dóbr radziwiłłowskich na Białorusi i Wołyniu i przeniosła się tam z b. Prus Królewskich. Po studiach w Petersburgu Czapski wstąpił do rosyjskiej służby państwowej, w której osiągnął wysokie stanowiska: szambelan dworu, tajny radca, gubernator Nowogrodu Wielkiego (1863–1864), generalny dyrektor departamentu leśnego w ministerstwie dóbr państwa rosyjskiego, 1865 wicegubernator Petersburga. W 1872 roku dokupił majątek Przyłuki, powiększając dobra rodzinne do 40 000 hektarów. W roku 1874 władze rosyjskie zezwoliły na dołączenie przydomka „Hutten” (zob. Bogdan Hutten-Czapski, rodzina) do nazwiska i uznały hrabiowski tytuł nadany rodzinie 100 lat przedtem w Prusach. Czapski opuścił służbę państwową w r. 1879 i przeniósł się do swego majątku w Stańkowie, gdzie przez lata gromadził swą kolekcję monet ruskich i polskich, medali i orderów, banknotów, grafik rosyjskich i polskich, militariów, szkła, tkanin, obrazów i starodruków. W roku 1894 przeniósł się wraz z kolekcjami do Krakowa. Po jego śmierci rodzina stworzyła dla kolekcji Muzeum im. Emeryka Hutten-Czapskiego w Krakowie, w r. 1903 przekazała zbiory miastu (obecnie część Muzeum Narodowego w Krakowie). Jego pięciotomowa praca o polskich monetach ma do dziś podstawową wartość źródłową.

## Rodzina
Z żoną Elżbietą Karoliną von Meyendorff (1833–1916), pochodzącą z arystokratycznej rodziny Niemców bałtyckich prawnuczką Otto Magnusa von Stackelberga, Emeryk Czapski miał czwórkę dzieci:
- Zofię (1857-1911).
- Karola (1860–1904), prezydenta Mińska, żonatego z Marią hr. Pusłowską, córką Franciszka i Leontyny Włodek, z którą miał czwórka dzieci. Wśród ich potomków są Emeryk August Hutten-Czapski[7] i Izabella Godlewska.
- Jerzego (1861–1930), marszałka szlachty guberni mińskiej, ożenionego z Józefą hr. von Thun und Hohenstein, córką Friedricha Thuna i Leopoldyny von Lamberg. Mieli ośmioro dzieci, wśród nich Józefa Czapskiego i Marię Czapską. Ich potomkami są także Janusz Przewłocki, Henryk M. Przewłocki, Róża Thun i Henryk Woźniakowski.
- Elżbietę (1867-1877).

Emeryk Czapski został pochowany w Krakowie na cmentarzu Rakowickim, w pasie 45.

## Prace Emeryka Hutten-Czapskiego
- Udielnyja, wielikokniażeskija i carskija diengi driewniej Rossiji, St. Petersburg 1871
- Catalogue de la collection des médailles et monnaies polonaises. hutten-czapski.pl. [zarchiwizowane z tego adresu (2018-12-29)]., tom 1–5, Kraków 1871–1916
- Spis rycin przedstawiających portrety przeważnie polskich osobistości, Kraków 1901
- Przewodnik po Muzeum hrabiego Emeryka Hutten-Czapskiego, Kraków 1902

## Odznaczenia
- Order Świętej Anny III klasy (Imperium Rosyjskie)[9]
- Order Świętego Stanisława I klasy (Imperium Rosyjskie)[9]